# Kostel Nanebevzetí Panny Marie (Chlum u Třeboně)
Kostel Nanebevzetí Panny Marie v Chlumu u Třeboně je římskokatolický farní kostel. Tento vrcholně barokní poutní kostel tvoří významnou dominantu městysu Chlum u Třeboně. Vznikal v letech 1737 až 1745. Jeho zakladatelem je baron Jan František z Fünfkirchenu, jenž ho nechal postavit jako poděkování za záchranu svého života, když jej zasypalo zdivo na nedalekém statku. Okolí zdobí dvouramenné schodiště se sochami světců, lipová alej a křížová cesta. Ta vznikla ve 18. století a končí až u chlumeckému zámku. Vedle kostela nechal v roce 1840 v italském stylu vybudovat hrabě Stadion školu.

## Historie
Vrcholně barokní kostel vznikl v letech 1737 až 1745. Jeho zakladatelem je tehdejší majitel panství Jan František z Fünfkirchenu. Jde o votivní stavbu.

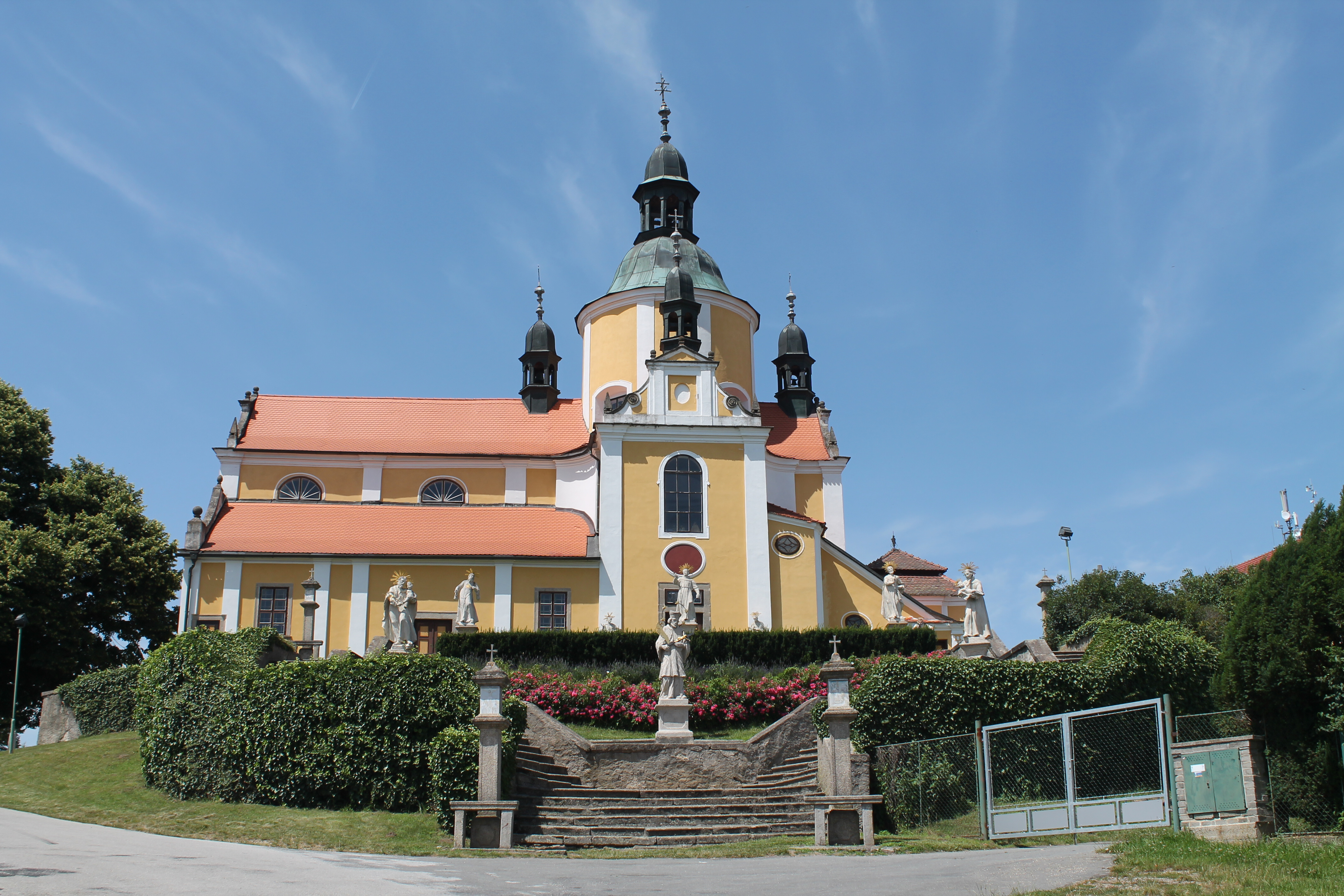
Pohled z jihu

Hrabě kostel nechal postavit jako poděkování za záchranu svého života, když 31. července 1737 se zednickým mistrem dohlížel na stavbu střelnice na hrázi rybníka Hejtman a byl zasypán zdivem. Zatímco zednický mistr zemřel, hrabě přežil a považoval to za zázrak, který přisuzoval Panně Marii Zellské, tedy madoně Mariazellské.[zdroj?] Sám vykonal pouť do Mariazell a slib, že nechá vystavět kostel, dodržel. Na mírném návrší, 500 metrů od zámku, vznikla stavba s barokní centrálou na půdorysu kříže.
Dne 25. listopadu 1745 byl chrám zasvěcen Nanebevzetí Panny Marie. Poutě jsou ke kostelu pořádány 15. srpna (Nanebevzetí Panny Marie) nebo v nejbližší neděli.
Dne 25. března 2024 kostel vyhořel. Byla poškozena střecha a zničena či poškozena část vnitřního zařízení, včetně varhan. Výše škody byla odhadnuta na skoro osmnáct milionů korun. Okamžitě pak bylo započato s opravami.

## Architektura
Architekt ani stavitel nejsou známi. S největší pravděpodobností se stavba hlásí k odkazu podunajského baroka. Chrám stojí na půdorysu kříže.
Hlavní věž a čtyři vedlejší věžičky prý symbolizují jméno hrabat z Fünfkirchenu – Pětikostelí.
Zpočátku nebyla stavba určena jako shromaždiště, ale jako dar barona Bohu a víru v pomoc Panny Marie. V roce 1804 nechal baronův vnuk kostel prodloužit západním směrem o podélné trojlodí s hudební kruchtou, jelikož původní stavba nestačila prostorově.

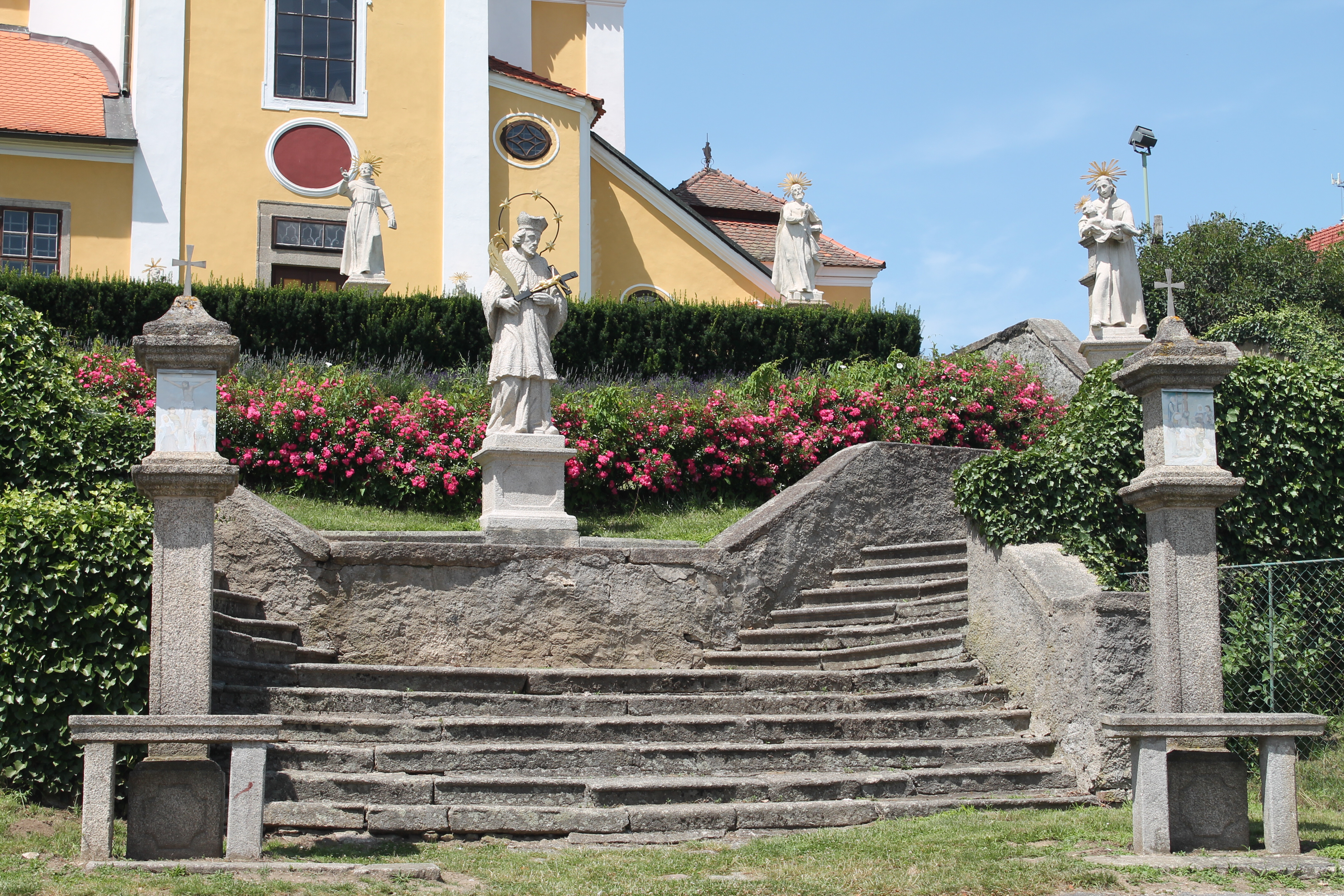
Schodiště se závěrem křížové cesty a sochami svatých

Při poutních slavnostech museli věřící stát venku. Z pohledu od rybníka Hejtman upoutá pozornost kupole kostela a schodiště se sochami světců.
Schodiště navazuje na křížovou cestu z kamenných sloupků s klekátky, pocházející z roku 1755. Cesta byla lemována lipovým stromořadím, které bylo v roce 1929 zničeno.
Nad západním vchodem se nachází erb Fünfkirchenů. Na jižní straně kostela jsou vápencové sochy světců: sv. Antonín Paduánský, sv. František z Pauly, sv. Alois, sv. František z Assisi, sv. Dominik. Tyto sochy sem byly dovezeny koncem 19. století z Dolních Rakous. Pouze socha sv. Jana Nepomuckého byla nespíš vytvořena na domácí půdě. Na severu jsou sochy světců sv. Florián a sv. František Xaverský.

## Interiér

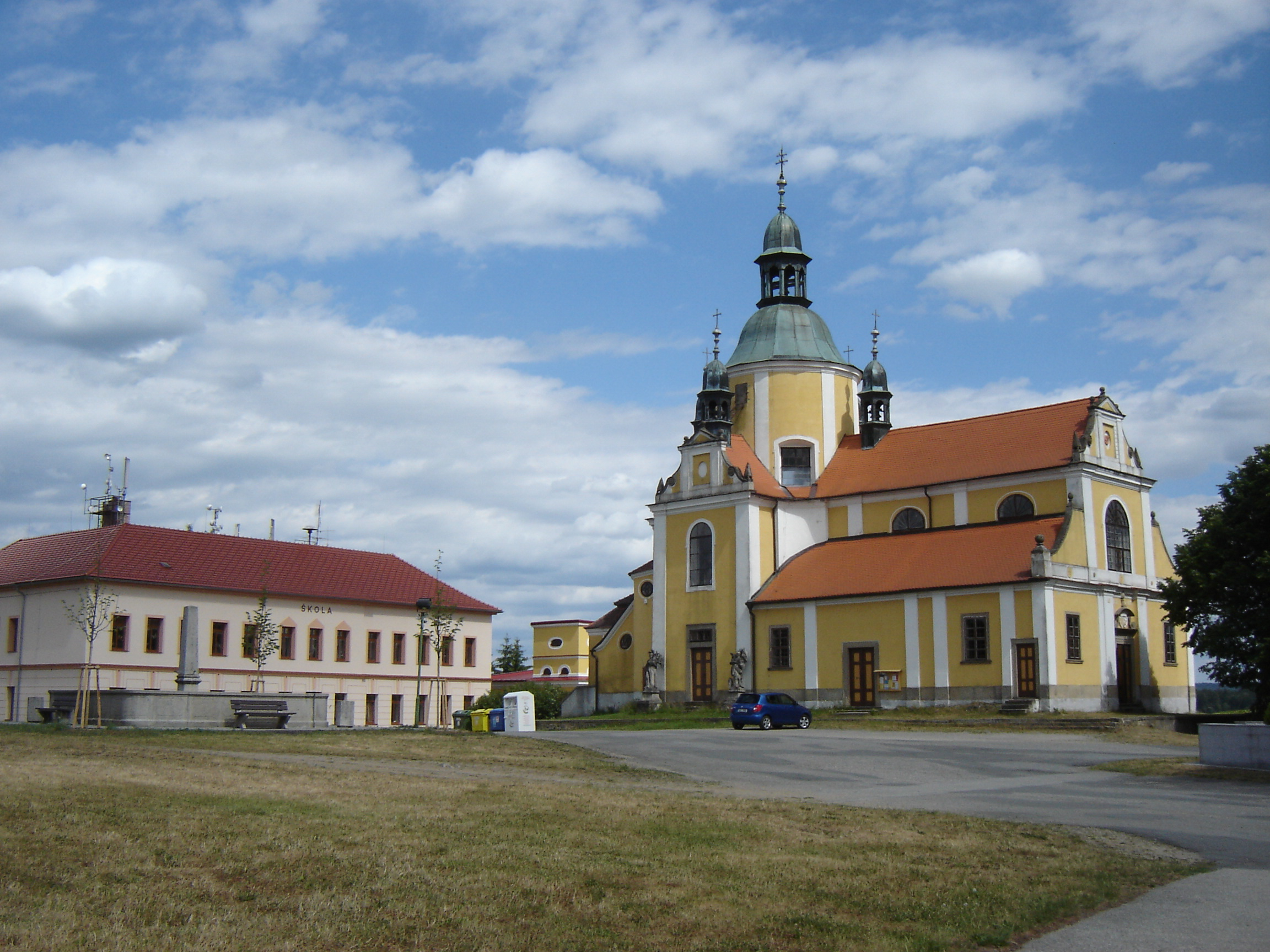
Náměstí s kostelem

Hlavní kupoli zdobí freska, zobrazující chlumeckou krajinu a Madonu Mariazellskou, jak zachraňuje barona, okolo něhož jsou zobrazeni sluhové a mnich.
Kostel je zde vymalován ve své původní podobě. Ve výklencích jsou rozměrné sochy čtyř učitelů církve: sv. Ambrože, sv. Jeronýma, sv. Augustina, sv. Řehoře.

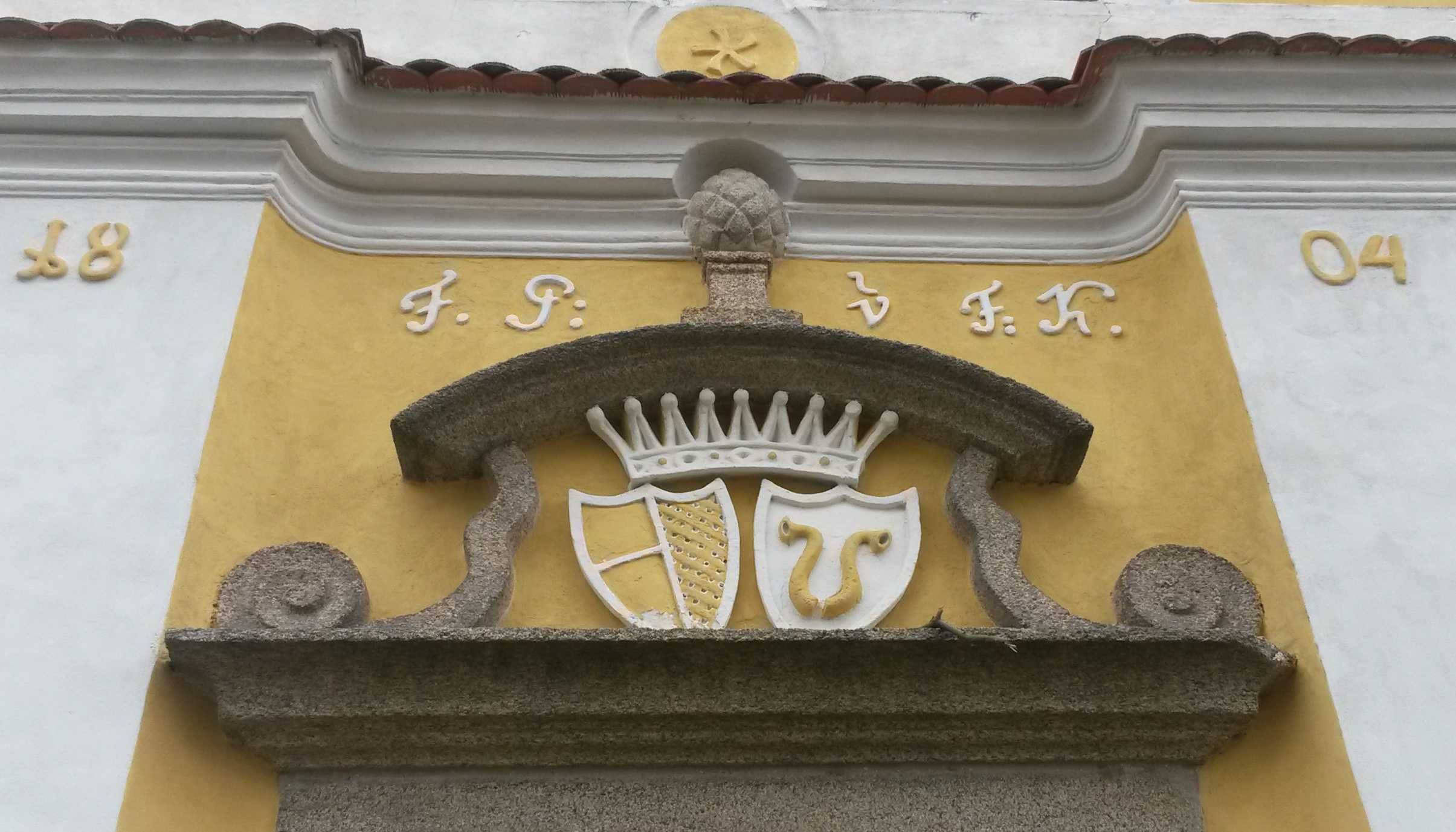
Alianční erb Fünfkirchen-Chorinský

Hlavní oltář je komponován jako kopie stříbrného oltáře z roku 1727 navrženého pro kapli v Mariazell. Nad svatostánkem je pod baldachýnem umístěna oděná barokní kopie románské sošky Madony Mariazellské, která byla oblékána do bohatě vyšívaných rouch a pláštíků. V nástavci alianční erb.
Z původního vybavení jsou zde postranní oltáříky sv. Barbory, sv. Kateřiny Alexandrijské, v nástavcích s obrázky patronů zemědělců.
Klenbu pod hudební kruchtou zdobí freska z roku 1945 zobrazující procesí směřující do chlumského poutního kostela. Procesí vede farář Jan Kubiska, kolem něhož jsou zobrazeny další konkrétní osoby. Například regenschori Miroslav Stránský, dirigent, hudební skladatel. Farář Kubiska nechal výjev namalovat jako poděkování, že byl Chlum uchráněn zničení za 2. světové války. Autorem fresky byl Jiří Jelínek.
V procesí jdoucím za farářem jsou zachyceny skutečné postavy obyvatel Chlumu, kteří zde v této době žily.
Kostel má dvě oratoře. Na jižní straně tzv. arcivévodskou, kde se účastnil mše svaté i František Ferdinand d'Este. Naproti se nachází oratoř úřednická.

## Zajímavosti
- V hrobce pod kostelem byli pohřbeni zakladatel Jan František z Fünfkirchenu, jeho žena Anna Kateřina a hrabě Eduard ze Stadionu.
- Zde se dozvěděly o zavraždění rodičů děti Františka Ferdinanda ď Este a Žofie Hohenbergové, na něž byl v roce 1914 v Sarajevu spáchán atentát.
- Na kostelní fresce, zobrazující procesí vedené farářem Janem Kubiskou je namalován v pravém dolním rohu hořící tank a hořící krajina symbolizující zlo válek.
- Je zde stále několik kusů nábytku, které používal arcivévoda.
- Kostel má čtyři zvony. Za obou světových válek byly odvezeny. Po první světové válce se vrátily. Po skončení druhé nikoli. Poslední zvon, který byl zavěšen v roce 1967 je věnován Panně Marii, královně Čech.
- Jan Kubiska, který zde působil jako prvý farář po ustanovení Chlumu jako samostatné farnosti (1901–1948) je pohřben na zdejším hřbitově.